# سيدريك غريفين
سيدريك غريفين (بالإنجليزية: Cedric Griffin)‏ هو لاعب كرة قدم أمريكية أمريكي، ولد في 11 نوفمبر 1982 في ناتشيز في الولايات المتحدة.

## وصلات خارجية
- سيدريك غريفين على موقع مرجع كرة القدم المحترفة.كوم (الإنجليزية)